# Mike Rotunda
Mike Rotunda (St. Petersburg, 30 de março de 1958), mais conhecido pelo seu ring name Irwin R. Schyster ou IRS, é um ex-lutador de wrestling profissional estadunidense. Atualmente, Rotunda trabalha para a WWE, como um agente livre e faz aparições especiais em alguns shows como Irwin R. Schyster.

## Vida pessoal
Rotunda é casado com Stephanie Rotunda (nascida Windham), filha do lutador profissional Blackjack Mulligan, e irmão de Barry e Kendall Windham. Eles têm três filhos juntos, dos quais Windham e Taylor se tornaram lutadores profissionais que trabalharam na WWE, mais conhecidos como Bray Wyatt e Bo Dallas, respectivamente. Eles também têm uma filha chamada Mika. Em 24 de agosto de 2023, o filho de Rotunda, Windham, morreu.

## No wrestling
- Movimentos de finalização
  - Airplane spin[7] – década de 1980
  - The Penalty (STF)[2]
  - Stock Market Crash (Standing Samoan drop)[2][8]
  - Write-off (Flying clothesline to an oncoming opponent)[3][2]

- Movimentos secundários
  - Back elbow smash[8]
  - Múltiplas variações do suplex:
    - Belly to back[8]
    - Double underhook[2]
    - Vertical[8]

  - Reverse chinlock[8]
  - Rope-aided abdominal stretch[2]

- Managers
  - Captain Lou Albano
  - Ted DiBiase
  - Jimmy Hart[9]
  - Leia Meow
  - Kevin Sullivan
  - Miss Alexandra York

## Títulos e prêmios
- All Japan Pro Wrestling
  - World's Strongest Tag Team League (2000) – com Steve Williams

- Championship Wrestling from Florida
  - NWA Florida Heavyweight Championship (3 vezes)[10]
  - NWA Southern Heavyweight Championship (versão Flórida) (2 vezes)[11]
  - NWA United States Tag Team Championship (versão Flórida) (4 vezes) – com Barry Windham (3) e Mike Davis (1)[12]

- Mid-Atlantic Championship Wrestling | World Championship Wrestling
  - NWA World Tag Team Championship (versão atlântico) (1 vez) – with Steve Williams[13]
  - NWA Television Championship (1 vez)[14]
  - NWA World Television Championship (2 vezes)[15]

- Maple Leaf Wrestling
  - NWA Canadian Television Championship (1 vez)[16]

- World Wrestling Federation
  - WWF Tag Team Championship (5 vezes) – com Barry Windham (2) e Ted DiBiase (3)[17]
  - WWE Hall of Fame (classe de 2024) (como membro da The U.S. Express) [18]